# Cerdistus rusticanus
Cerdistus rusticanus là một loài ruồi trong họ Asilidae. Cerdistus rusticanus được White miêu tả năm 1918. Loài này phân bố ở miền Australasia.